# 浅野賢司
浅野 賢司（あさの けんじ、1951年 - ）は、日本の厚生労働官僚。内閣官房内閣参事官、厚生労働省大阪労働局長、中央労働委員会事務局長などを歴任した。

## 人物・経歴
長野県出身。1976年一橋大学法学部卒業、労働省入省。富山県商工労働部職業安定課長、労働省労政局労政課中小企業労働対策室長を経て、1994年労働省職業安定局地域雇用対策課長。1996年労働省職業安定局業務調整課長。1998年労働省職業安定局能力開発課長。1999年労働省労働基準局監督課長。2001年厚生労働省大臣官房参事官（会計担当）。2002年厚生労働省政策統括官付労働政策担当参事官室長。2003年内閣官房内閣参事官（内閣官房副長官補付）。同年大阪労働局長（労働基準監督官）。2005年雇用・能力開発機構理事。2007年中央労働委員会事務局長。退官後、労働者健康福祉機構理事、労働関係法人厚生年金基金理事、同代表清算人などを経て、2021年瑞宝中綬章受章。